# فراسكاتي
فراسكاتي هي بلدة و‌كومونا في مدينة روما الحضرية بمنطقة لاتسيو وسط إيطاليا. يبلغ عدد سكانها 21،993 نسمة وذلك حسب إحصائيات 31 مايو 2015. يبلغ ارتفاع المدينة عن سطح البحر قرابة 320 متر في حين تبلغ مساحتها 22 كم².

## السكان
في سنة 1871 بلغ عدد السكان 5٬952 نسمة، وتطور العدد ليصل في سنة 2017 لـ 22٬452 نسمة.
يظهر هذا المخطط البياني تطور النمو السكاني لـ فراسكاتي

## المدن التوأم
- باد غودسبرغ، ألمانيا
- سان كلو، فرنسا
- كورتريك، بلجيكا
- ميدنهيد، المملكة المتحدة

## أعلام
- يوهان جاكوب فراي
- هنري بينديكت ستيورات
- جيوفاني بوتاريلي
- تشارلز كينغ
- أميديو أماداي
- ماركو أميليا
- ميشيل فابريزيو
- أوغو كافالليرو
- أنريكو زامبا

## وصلات خارجية
- الموقع الرسمي